# Defense Devil
Defense Devil (ディフェンスデビル?, Difensu Debiru) è un manga scritto da Youn In-wan e disegnato da Yang Kyung-il. Il manga è stato pubblicato dall'editore giapponese Shogakukan a partire dal 18 agosto 2009 ed è terminato il 16 settembre 2011, per un totale di cento capitoli e dieci tankōbon. In Italia il manga è pubblicato da J-Pop da fine novembre 2010 a metà giugno 2012 a cadenza variabile.

## Trama
Kucabara è un diavolo che è stato bandito dall'Inferno per via della sua indole troppo benevola e poco incline a comportamenti malvagi e crudeli, soprattutto nei confronti degli esseri umani, che nell'inferno trovano la punizione per i loro peccati.
Ritrovatosi a vivere presso una dimensione mediana dove le anime incerte dei peccatori si ritrovano, Event Horizon, con il fedele amico Bichura, ultimo esponente della dinastia dei draghi infernali, Kucabara svolge numerosi lavori, di rifornimento scorte per di più, presso uno strano negozio di una misteriosa e ambigua venditrice di nome Elimona, per ottenere alcune quantità di Dark Matter, una sostanza che sta alla base dell'energia dei diavoli e in cui risiede la loro forza e abilità.
Per ottenere la Dark Matter e contemporaneamente potersi comportare secondo la sua coscienza e il suo animo gentile, Kucabara decide di diventare un avvocato difensore, come prescritto nel codice di legge che regolarizza le anime peccatrici incerte, per proteggere le effettive anime innocenti dalle grinfie dei diavoli accaparratori. Un'anima purificata perde tutta la Dark Matter che viene raccolta da Kucabara e Bichura, sempre che essa non vada sprecata negli scontri con i diavoli.
Nel corso della loro avventura come legali delle anime, Kucabara e Bichura hanno modo di incontrare numerose persone dei più vari caratteri e schieramenti come le anime incerte Tom, Nami e Paul, il diavolo calcolatore Sugal e gli esorcisti cattolici, benché scomunicati, Idamaria e padre Seruma.

## Personaggi
Mephisto Barto Dertov Reffert Lark Kucabara (メフィスト・バルト・デルトフ・レファート・ラルク・クカバラ?, Mefusuto Baruto Derutofu Refāto Raruku Kukabara)
Kucabara è un diavolo, scacciato dall'Inferno e privato dei suoi poteri a causa del suo buon cuore e del suo animo sensibile che gli impedisce di compiere atti crudeli al pari degli altri demoni. Egli riveste il ruolo di avvocato difensore delle anime incerte, riuscendo in tal modo ad aiutare gli altri e ad ottenere la Dark Matter, per poter così recuperare i propri poteri, insieme all'amico Bichura. Kucabara però non è semplicemente un diavolo, ma è un membro della famiglia reale, il terzogenito e il più potente dei cinque figli del re dell'Inferno: nonostante la volontà contraria di Kucabara, suo padre lo obbligò a sottoporsi a strenue prove e addestramenti per potenziare la sua crudeltà e affinare la sua energia demoniaca; se si fosse rifiutato avrebbe ucciso anche suo fratello minore Legato. Un giorno però Kucabara, in una spedizione sulla terra, incontrò Dukov, un bizzarro vigilante, rimanendo colpito dalle sue parole, decise che avrebbe seguito la sua coscienza e il suo volere; venuto a conoscenza di ciò suo padre e suo fratello cospirarono contro di lui, uccidendo Dukov e privando Kucabara dei suoi poteri, in cambio di avere la vita risparmiata (per poter portare a termine il suo desiderio di proteggere chi gli è caro). Da quel giorno, Kucabara vive e lavora a Event Horizon, in compagnia di Bichura ed Elimona. Kucabara è di indole gentile e buona che lo porta a preoccuparsi per gli altri e ad aiutarli, spingendosi anche a compiere dolorosi sacrifici. È incuriosito dal mondo degli uomini e da ciò che lo compone, apprezzandone soprattutto la cucina, in modo particolare i cup ramen (tagliolini istantanei di produzione orientale) e gli hamburger, dei quali va matto. Il suo carattere lo porta a fidarsi del prossimo e quando prende una decisione si dimostra inamovibile, facendolo a volte cadere in inganni palesi; dato il suo atteggiamento a volte superficiale e ingenuo, coloro che lo circondano, in primo piano Bichura, non riescono a capire quando seriamente si fa ingannare dagli altri e quando invece cade volontariamente nelle trappole avversarie per cercare di redimere i suoi nemici. Nonostante l'ingenuità e i suoi semplici modi di fare, Kucabara è molto intelligente e astuto come più volte dimostra nel risolvere i suoi casi. Questo giovane diavolo sembra essere afflitto da una strana mania: nei momenti particolarmente tesi o imbarazzanti non riesce mai a dire completamente quello che pensa, con il risultato di esprimersi in modo brusco e inappropriato (per esempio al primo incontro con Idamaria) oppure con battute o commenti inappropriati a sfondo sessuale (come con Meyer e Nami).
Bchuler (ビチュラ?, Bichura)
È il fidato amico e "sottoposto" di Kucabara, che lo ha seguito nel suo esilio dall'Inferno, affiancandolo poi nella sua attività di avvocato, nonostante si sia sempre dimostrato scettico e restio verso di essa. Piuttosto scorbutico e cinico, Bichura è l'ultimo esponente della stirpe dei draghi infernali e possiede una fedeltà incrollabile verso il suo padrone, anche se non poche volte ci litiga per i suoi assurdi, a suo dire, comportamenti. Bichura è l'ultimo esponente della razza dei draghi infernali, sterminati in passato dal padre di Kucabara, e può trasformarsi in uno di essi in base alle quantità di Dark Matter che possiede nel suo corpo: da alto, slanciato e muscoloso, può trasformarsi in una sorta di drago più tradizionale, oppure, quando la sua energia è poca, oppure la vuole concentrare, si trasforma in un essere di piccole dimensioni, piuttosto tozzo e buffo. Di carattere Bichura è l'opposto di Kucabara, parecchio restio a fidarsi degli altri e all'aiutare il prossimo, o anche essere semplicemente gentile; tutto ciò in realtà è solo una facciata, in quanto Bichura non desidera fare il male altrui, al contrario degli altri demoni, e possiede un cuore generoso come più volte ha dimostrato. I due formano un'accoppiata molto affiatata, ma i due caratteri differenti li portano a litigare spesso, creando così dei siparietti comici. Il drago è stato il primo vero amico di Kucabara, ad eccezione di Huni, verso il quale è stato pronto a grandi sacrifici: per ordine di suo padre i due vennero intrappolati nella Fossa dell'Angoscia, un luogo dal quale si può uscire solo ogni novanta giorni, senza possibilità di trovare cibo o acqua; ne sarebbero usciti solo dopo che uno dei due avesse ammazzato l'altro. Senza che Bichura lo sapesse, Kucabara gli lasciava le porzioni di cibo che un servitore fedele gli portava di nascosto, poiché non voleva abbandonare colui che era riuscito a farsi amico. Quando ne uscirono, grazie ad un sotterfugio, Bichura gli promise che lo avrebbe seguito per sempre e che sarebbe stato il suo servo
Elimona (エリモナー?, Erimonā)
È una donna misteriosa che vive presso Event Horizon dove gestisce un negozio che tratta diversi articoli di carattere diabolico e magico, al prezzo di una determinata quantità di Dark Matter. Grazie ai lavoretti che affida a Bichura e Kucabara, essi riescono a guadagnare una certa quantità di Dark Matter, che però in un modo o nell'altro finiscono sempre per perdere. Benché abbia lei stessa ammesso di essersene andata dall'Inferno perché non si trovava bene, Elimona dimostra una buona conoscenza di ciò che vi accade tanto da essere l'informatrice di Padre Seruma. D'aspetto Elimona è una donna molto bella, bionda, slanciata e prosperosa, con una strana mania per il cosplay e un atteggiamento fortemente disinibito. Ha un carattere deciso e una certa abilità nell'aggirare le persone, occultandola dietro ad un comportamento innocuo. Sa esercitare un grande fascino, riuscendo il più delle volte a circuire sia Kucabara che Bichura, ottenendo il maggior guadagno per sé. È un personaggio misterioso proprio per lo strano ruolo che ha nell'indirizzare Kucabara nel viaggio che ha deciso di intraprendere per tornare all'Inferno.
Dukov
È un uomo di mezz'età, un po' tarchiato e con una folta barbetta bianca, che Kucabara incontra sulla terra mentre era alla ricerca di Bichura, apparentemente disperso. Dukov è una sorta di vigilante che si occupa di risolvere dei piccoli problemi che affliggono la popolazione della città, dai piccoli dissidi tra fratelli per un giocattolo all'aiutare a recuperare i polli dispersi da un camioncino andato fuori strada. È una persona molto buona e spinta da una volontà di aiuto al prossimo, per quanto possa apparire strano agli occhi degli altri. Dukov è consapevole che non può esistere un mondo in cui tutti sono felici, ma questo non significa che non bisogna impegnarsi affinché diventi migliore. Lui è l'uomo che ha insegnato a Kucabara ad ascoltare il proprio cuore nello scegliere il proprio cammino, gli ha insegnato a non arrendersi e a combattere per tutti coloro che vuole proteggere; Kucabara gli si era affezionato molto perché pochissime persone gli avevano rivolto parole così gentili. Dukov rimane ucciso a causa della congiura fatta dai famigliari di Kucabara ai suoi danni.
Idamaria (イダマリア?, Idamaria)
Suora cattolica, sottoposta però alla scomunica, compie insieme a padre Seruma il delicato lavoro di esorcista, cosa che potrebbe inizialmente spiegare il motivo degli attriti con la Chiesa, in quanto essa preferisce affidare principalmente questo compito ai soli preti. Al di là di tutto, Idamaria è un esorcista molto competente e forte, tanto da padroneggiare diverse tecniche e utilizzare il potere sacro che attinge dalla fede e dai sentimenti positivi, inoltre è in grado anche di usare anche la Dark Matter dei demoni. La suora infatti nasconde dentro di sé un'essenza demoniaca talmente oscura da intimorire persino i diavoli dell'Inferno. A causa di ciò ebbe il primo incontro, quando era ancora una bambina di nome Catherine, con padre Seruma che era stato inviato a stroncare la minaccia sul nascere. Accortosi però della natura fanciullesca del "contenitore", Seruma ebbe compassione di lei e la prese con sé per istruirla nelle pratiche di esorcismo, presentadola come sua assistente. Quando l'Inquisizione lo scoprì, diede loro la caccia, non volendo considerare Idamaria altro che un contenitore di un male terribile, e ritenendo molto più preziosa la vita dell'intera umanità. Idamaria è una ragazza tanto bella quanto pudica, dotata però di un carattere deciso e testardo, facile alla rabbia quando provocata ma di buon cuore e ricca di carità cristiana, tale da attirare le attenzioni dello stesso Kucabara con cui instaura uno strano rapporto di amore-odio, fiducia-diffidenza.
Padre Seruma (神父 セルマ?, Shinpu Seruma)
Prete cattolico, sottoposto però alla scomunica, padre Seruma è il curato di un monastero che dà ospitalità a numerose ragazze, sia novizie che semplici ospiti, che sovrintende insieme a Idamaria. La sua principale attività è però quella di essere un esorcista estremamente potente, le cui capacità saranno di grande aiuto a Kucabara e Idamaria, in occasione del allenamento per migliorare la loro collaborazione in vista della spedizione all'Inferno. Seruma sa essere però anche piuttosto alla mano e scherzoso, e dotato di buon cuore come ha dimostrato prendendo Jupiter con sé e allevandola come fosse sua figlia. Il prete però nasconde un passato oscuro che di cristiano ha molto poco: un tempo era un assassino pluriomicida chiamato Kant che venne condannato alla sedia elettrica e giustiziato. Si ritrovò così all'Orizzonte degli Eventi, dove incontrò Elimona con cui strinse un patto. Riuscito a tornare in vita, Seruma si sentì come svuotato e pentito della vita finora condotta, si diresse a Roma in Vaticano dove studiò e prese i voti. Da allora sembra essere rimasto in costante contatto con Elimona che lo tiene informato su ciò che avviene all'Inferno, venendo così a conoscenza del destino di Kucabara.
Jupiter (ジュピター?, Jupitā)
È una delle bambine che vivono presso il monastero di padre Seruma e Idamaria. Dopo la morte dei suoi genitori, è stata cresciuta da Seruma come se fosse sua figlia e infatti il prete è l'unico che possa interpretare il suo linguaggio: Jupiter infatti non parla da quando i suoi genitori morirono in un incidente stradale e si esprime a gesti e silenzi. Avendola presa con loro, la bambina vede in Seruma e Idamaria tutta la sua famiglia. Dopo l'arrivo di Kucabara al monastero gli si affeziona molto, arrivando a regalargli, ingenuamente, un crocefisso e una Bibbia come segno di ringraziamento per averla salvata, tra l'imbarazzo del diavolo e lo sgomento spaventato di Bichura. Jupiter si lega in maniera profonda soltanto ad un'altra persona ovvero Sugal, che la salvò da una squadra di diavoli e con cui si rapporta teneramente, quando quest'ultimo giunge al monastero per riprendersi, influenzandolo a tal punto da cambiarlo.
Garypeter Sugal (ゲーリーピーター・シュガル?, Gērīpītā Shugaru)
Sugal è un diavolo che gode di una certa fama all'Inferno, tanto da fregiarsi del titolo di "Genio". Ha infatti un intelletto sopraffino e una conoscenza profonda delle scienze fisiche e matematiche e del calcolo delle probabilità, che gli consentono di fare delle cose all'apparenza magiche oppure casuali, tanto appare impossibile che possa averle compiute solo tramite calcoli matematici, che rigorosamente traccia nell'aria attraverso il fumo della sua sigaretta. Prima dell'incontro con Jupiter che lo muta profondamente, Sugal ha un animo particolarmente perverso e sadico, non facendosi scrupolo a coinvolgere anche dei bambini piccoli nella sua sfida a Kucabara, come risposta alla vittoria che l'avvocato aveva ottenuto su suo fratello Ponzor. Sugal ha inoltre un proprio concetto di estetica che si basa sul cancellare qualsiasi cosa faccia degenerare il bello in brutto, non spiegando precisamente cosa sia per lui bello e brutto. Possiede anche lui una propria area infernale in cui i dannati sono rinchiusi in capsule ove subiscono il dolore patito nella realtà dalle creature viventi in punto di morte, in un giro continuo, passando di capsula in capsula ogni qual volta la sofferenza si esaurisce. Come suo fratello, Sugal è un mago e tramite un libro fa comparire dal nulla oggetti fra ipiù vari. Ha l'abitudine di riferirsi a cose, persone e situazioni con termini matematici
Jodie (ジョディ?, Jodie)
Jodie è un'auto con una propria personalità, fu creata dal Vaticano nella lotta contro i diavoli, e possiede molti gadget. Quando Kucabara decide di tornare all'inferno per salvare i genitori di Jupiter, padre Seruma decide di affidargli Jodie, che grazie ai suoi preziosi gadget come ad esempio il sistema di volo e un sofisticato radar, si rivela molto utile. Non si capisce il suo sesso, e parla come un vecchio lupo di mare, usando esclamazioni come: "corpo di mille balene".
Samus (サムス?, Samusu)
Samus è una demone molto subdola, abile con i travestimenti e nell'utilizzo del fucile di precisione. Il suo intento è quello di distruggere l'amicizia fra Kucbara e Bichura, senza tuttavia riuscirci. Dopo aver aiutato il gruppo a superare l'inferno di pietra, si unisce a Kucabara e agli altri nella battaglia finale contro Legato. Odia ogni amicizia e rapporto, perché quando era piccola era stata isolata dai suoi stessi amici.

### Il Contratto Infernale e le Anime Contraenti
Kucabara, per ottenere la Dark Matter di cui è alla ricerca, ha deciso di intraprendere la strada dell'Avvocato Infernale. Il punto chiave per intraprendere un'azione processuale per la difesa di un'anima dannata o incerta è che essa riconosca Kucabara come suo avvocato difensore, e per fare ciò deve firmare un contratto con lui. Dopo la firma del contratto si entra all'interno di una vera e propria area di regole e cavilli che vanno rispettati a pieno se non si vuole incappare in conseguenze negative.
Non appena il contratto è firmato, esso trasporta nel mondo degli uomini l'anima contraente, che assume lo stato di fantasma, e le persone più vicine ad essa in quel momento; a quel punto Kucabara deve ricercare la Prova d'Innocenza che scagioni il suo protetto. Per far ciò si avvale di alcuni strumenti particolari come il suo speciale monocolo o il devil search spray, in grado di rivelare se nella zona in cui viene spruzzat, vi aleggi della Dark Matter che indicherebbe il recente passaggio di un diavolo.
Il risultato del processo dipende da questa prova: se essa viene trovata e considerata come sufficiente dal contratto e riconosciuta dall'imputato, all'anima sarà concesso di tornare in vita tramite un paradosso, perdendo il ricordo di tutto ciò che gli è accaduto post mortem, e a Kucabara di recuperare la Dark Matter di cui è pervasa l'anima incerta.
In caso in cui non si riesca a trovare alcuna prova, il destino di entrambi è segnato: l'anima finisce all'Inferno mentre Kucabara scompare nel nulla. Per tal motivo Kucabara cerca sempre di testare la sincerità delle anime di cui vuole diventare il difensore, in quanto corre rischi paritari a quelli degli accusati.
Nel corso della sua attività ha seguito numerosi casi, i più importanti dei quali sono:
Tom
È la prima anima incerta che Kucabara si ritrova a difendere. Tom è accusato di aver ferito gravemente con una mazza un paio di persone mentre guidava la sua moto per le vie della sua città e di aver investito un'anziana, prima di essere travolto nell'incidente che gli è costato la vita. Kucabara dimostrerà la sua innocenza provando che la moto era ingovernabile prima di investire l'anziana, avendo trovato un pezzo di essa prima del luogo dove è avvenuto lo scontro, e che lo sguardo di Tom al momento dell'impatto era sconvolto e spaventato, il che dimostra che ciò che aveva fatto non era intenzionale. Quest'ultima prova l'ha trovata attraverso una fotografia fatta da una telecamera di sorveglianza che ritraeva la donna: nell'occhio dell'anziana, si è potuto riscontrare il riflesso del volto di Tom dopo i primi due incidenti. Il diavolo che si deve occupare del suo passaggio all'Inferno è Meyer la cui area di patimento prevede una pena di fuoco e fiamme in cui i dannati bruciano e si ustionano; si scoprirà infine che è stata lei stessa a provocare gli incidenti del ragazzo, facendogli andare della polvere negli occhi e facendolo così sbandare.
Nami
Ragazza di origine giapponese, è il secondo caso ufficiale in cui Kucabara si è imbattuto. Nami è accusata di aver compiuto un suicidio, gettandosi sotto un treno alla stazione. C'è una prova piuttosto pesante a suo carico ovvero la profonda tristezza dovuta alla separazione dal suo ragazzo, che l'ha lasciata in maniera alquanto meschina e che l'avrebbe spinta al gesto estremo. Kucabara trova la prova della sua innocenza nel cappotto che lei aveva lasciato ad un senzatetto prima di arrivare in stazione. Azione per lei naturale in quanto fortemente impegnata nelle opere di volontariato e che giustifica il suo vestiario leggero per il clima che vigeva in quel periodo nella zona. La prova è rappresentata da un sacchetto di semi di melo, che aveva acquistato prima di incontrare il senzatetto: Nami ha un motto che recita "Anche se il mondo finisse domani, io oggi pianto un albero di mele" che sta a significare che non bisogna mai perdere la speranza anche nei momenti più tragici; infatti i semi sono il simbolo per eccellenza della speranza e il fatto che li avesse comprati, fa intendere che li avrebbe anche piantati, un'azione difficilmente attribuibile ad un aspirante suicida. Il diavolo che si occupa della sua traslazione all'Inferno è Ponzor, un mago degli elementi vegetali, che attraverso il suo potere era intervenuto affinché un arbusto le facesse perdere l'equilibrio vicino al passaggio ferroviario e cadere sotto il treno. Nella sua area infernale, le anime dannate si combattono le une contro le altre in preda ad una fame cannibalistica che li porta alla follia.
Paul
È il terzo caso intrapreso da Kucabara e il più intricato a causa delle interferenze del diavolo Sugal, detto il Genio. Paul è accusato di aver ucciso una donna, una maestra d'asilo di nome Alice, e di essere morto durante la fuga, essendo incappato in un orso selvaggio, anche se Kucabara aveva contratto un patto con lui pensando che fosse accusato di aver rubato del pane. Il problema del caso è che Paul ammette la sua colpa e questo provocherebbe la fine di entrambi se l'avvocato non si rendesse conto di una cosa: se fosse così perché non si trovava già all'inferno? Così Kucabara si mette sulle tracce di possibili prove trovandole in una radiografia del cadavere di Paul in cui rilevava la presenza di un bossolo di proiettile: Paul infatti voleva addossarsi la colpa della morte della donna per proteggere i bambini dell'asilo, di cui era diventato una specie di tutore. Una sera infatti un orso si era presentato alla soglia dell'asilo minacciando Alice, e Paul per salvarla prese un fucile per metterlo in fuga, ma contemporaneamente i bambini ne trovarono uno abbandonato e decisero di intervenire. Il colpo dei bambini mancò la bestia ma colpì la donna. Paul a quel punto decise di addossarsene la colpa, occultando le prove e inseguendo l'orso affinché non infastidisse più i bambini in futuro. Il fucile adoperato dai bambini lo aveva posizionato Sugal affinché l'incidente mortale avvenisse e si formasse un caso apparentemente impossibile con cui eliminare Kucabara. La causa viene però vinta dall'avvocato che ottiene l'ammissione di innocenza di Paul, senza la quale la prova non poteva essere resa valida.
I genitori di Jupiter
Dopo esser morti in un incidente stradale causato dal demone Phoenix, sono relegati nell'inferno della fenice, dove scontano il loro peccato. L'intervento di Kucabara e dei suoi amici permetterà loro di tornare sulla terra, dalla loro figlia Jupiter.

### Inferno

#### Diavoli «Cupi Mietitori»
All'inferno esiste una determinata categoria di diavoli che ricopre il ruolo di Shinigami, ovvero hanno il compito di recuperare le anime dannate (o anche quelle definite incerte) e portarle nei gironi infernali dopo sconteranno la loro pena di contrappasso, secondo un sistema che varia di zona in zona. Tra di essi in passato vi sono stati i diavoli Meyer e i fratelli Ponzor e Sugal Garypeter; dopo che Legato ha preso il potere si è circondato di molti di loro che compongono la sua guardia scelta.

### Famiglia Reale
La famiglia reale che regna sull'Inferno è la massima autorità, che comanda indiscussa su tutti i diavoli e creature infernali che in esso vivono. Essa, all'epoca in cui Kucabara era ancora giovane e viveva con loro, era composta da suo padre, che si fregia del titolo di Grande Re dell'Inferno, dai suoi due fratelli maggiori, e da suo fratello minore e sorella minore. A quanto pare sembra che il padre di Kucabara si sia sposato due volte: dalla prima moglie avrebbe avuto il primogenito e il secondogenito, mentre dalla seconda, da cui ha poi divorziato e fatto allontanare da palazzo, avrebbe avuto Kucabara e i suoi due fratelli minori.

## Manga
Il manga, scritto da Youn In-wan ed illustrato da Yang Kyung-il, è stato serializzato da Shogakukan sulla rivista Shōnen Sunday dal 22 aprile 2009 al 20 giugno 2011. I capitoli sono poi stati raccolti in dieci volumi tankōbon, pubblicati tra il 18 agosto 2009 e il 16 settembre 2011. In Italia l'opera è stata pubblicata da Edizioni BD sotto l'etichetta J-Pop dal 30 novembre 2010 al 16 giugno 2012.

## Curiosità
- Nel primo volume c'è un riferimento al manga Bleach di Tite Kubo: Bichura (su richiesta di Kucabara), per spaventare Tom, si traveste da Shinigami: l'aspetto che ha ricorda molto uno dei principali nemici del manga: l'Espada Baraggan Luisenbarn.